# 西優子
西 優子（にし ゆうこ、4月12日 - ）は、日本の女性声優。大阪府出身。

## 人物
81演技研究所：東京校卒業。
以前は81プロデュースに所属していた。
方言は大阪弁。
趣味・特技は水泳、エレクトーン。

## 出演作品

### テレビアニメ
2007年
- もっけ（子供A）

2008年
- アリソンとリリア（男の子B、子供達）
- チョロQデッキシステム Qファイターズ!（仲間キュウ太）
- To LOVEる -とらぶる-（女子）
- MAJOR 4th season（寿也のファン、清、ピーター、少年、女性ファン）
- 流星のロックマン トライブ（子供）

2009年
- キッド vs キャット
- MAJOR 5th season（少年）
- メタルファイト ベイブレード（2009年 - 2010年、少年A、アキラ）

2010年
- 極上!!めちゃモテ委員長 セカンドコレクション（友達、女子）
- MAJOR 6th season（ピーター）

2011年
- 最強武将伝 三国演義（皇子1）
- TIGER & BUNNY（少年）

### OVA
2008年
- やなせたかしメルヘン劇場（たぬき、サル、子供、シロ、少年、ピカ）

### 劇場アニメ
2007年
- 劇場版ポケットモンスター ダイヤモンド&パール ディアルガVSパルキアVSダークライ（ウパー）

2012年
- やなせたかしシアター ロボくんとことり（サル）

### 吹き替え
- 倚天屠龍記（少女時代の周芷若、こうさんの女）
- きかんしゃトーマス（子供（男の子）、ブリジットの友達、スティーブン、先生）※テレビ東京版
- しあわせの処方箋
- セイディ my ダイアリー（サラ）
- ナース・ジャッキー（フィオナ・ペイトン）
- リジェネシス4 バイオ犯罪捜査班 #5

### ラジオ
- 声優王国!あんたの声が好きやねん

### テレビ
- NHK BS THE BACK HONE 特番（少年）

### その他
- パチスロ 北斗の拳